# Электронный документ
Электро́нный докуме́нт (англ. Electronic document) — это документ, представленный в цифровой форме и требующий для его использования средств вычислительной техники или иных электронных устройств для создания, передачи, хранения и воспроизведения оцифрованных текста, звука и (или) изображения. Документ, зафиксированный на электронном носителе может быть подписан  электронной подписью и использоваться в системах автоматизации документооборота.

## Назначение и особенности применения
Основное назначение электронного документа это представление результатов какой-либо деятельности в электронной форме, позволяющей 
передавать эти результаты из одной автоматизированной системы в другую и при необходимости визуализировать их на экране, бумаге, в звуковом воспроизведении и т.п. По внутреннему содержанию электронный документ представляет собой структурированный набор электронных данных, включающий в себя заголовок, содержательную часть и электронную подпись.  
Электронная подпись позволяет решить проблему удостоверения содержания электронного документа с использованием математических принципов систем с открытым ключом. Для формирования подписи используется индивидуальное число (закрытый ключ) пользователя, которое порождается при помощи генератора случайных чисел и сохраняется пользователем в секрете в течение всего времени его действия. Для проверки подлинности подписи применяется другое число, так называемый «открытый ключ» проверки подписи, который по известному алгоритму вычисляется из индивидуального закрытого ключа и предоставляется всем, кому это необходимо. Электронная подпись представляет собой вычисляемую по стандартизованному алгоритму математическую функцию (так называемая «хэш-функция») от содержимого подписываемых данных и секретного ключа автора документа. В результате вычисления хэш-функции формируется пара чисел, байтовые представления которых, записанные друг за другом, образуют цифровую подпись. 
При большом числе разработчиков и пользователей электронных документов такая процедура может быть организационно и технически сложной. Для упрощения широко используются так называемые «сертификаты ключа», когда доверенное лицо принимает на себя функции центра сертификации ключей, он формирует и подписывает собственной электронной подписью для каждого открытого ключа пакет данных, содержащий собственно открытый ключ и данные о его владельце (имя, должность и т.д.). Этот пакет данных образует сертификат ключа. В свою очередь, открытый ключ центра сертификации может быть заверен центром сертификации более высокого уровня. В результате образуется цепочка сертификатов: от сертификата ключа проверки подписи конечного пользователя до самого верхнего (главного) центра сертификации. В этой цепочке авторство подписи на предшествующем сертификате удостоверяется последующим сертификатом. Сертификаты могут распространяться в открытом виде по сетям передачи данных или присоединяться к подписываемым данным. Процедура проверки подлинности подписи заключается предусматривает: использование открытого ключа для вычисления хэш-функции подписанных данных, выделение значения хэш-функции из предъявленной подписи и затем сравнение обоих полученных значения. Если значения совпадают, то данные считаются подлинными, а подпись действительной. Если полученные значения не совпадают, подпись считается недействительной.
Электронная подпись может придать электронному документу юридическую силу. Для этого требуется соблюдения условий, определяемых нормами законодательства. Обычно эти условия включают:
- сертификат ключа подписи, относящийся к этой электронной подписи, не утратил силу (действует) на момент проверки или на момент подписания электронного документа при наличии доказательств, определяющих момент подписания;
- подтверждена подлинность электронной подписи;
- электронная подпись используется в соответствии со сведениями, указанными в сертификате ключа подписи.